# Мала Іванівка (селище)
Мала Іванівка (до 2016 — Волода́рівка) — селище у Богодухівській міській громаді Богодухівського району Харківської області України.
Поштове відділення: Кленівське.

## Історія
- 12 червня 2020 року, відповідно до розпорядження Кабінету Міністрів України № 725-р «Про визначення адміністративних центрів та затвердження територій територіальних громад Харківської області», селище увійшло до Богодухівської міської громади[1].
- 19 липня 2020 року, в результаті адміністративно-територіальної реформи та ліквідації Богодухівського району (1923—2020), селище увійшло до складу новоутвореного Богодухівського району Харківської області[2].

## Географія
Селище Мала Іванівка розміщене в урочищі Сміливе, за 2 км від річки Кадниця. За 2 км розташовані села Кадниця і Сковородинівка, за 4 км - село Кленове. За 5 км залізнична станція 198 км.